# AM Волка
AM Волка (лат. AM Lupi) — одиночная переменная звезда в созвездии Волка на расстоянии приблизительно 2872 световых лет (около 881 парсека) от Солнца. Видимая звёздная величина звезды — от +14,5m до +12m.

## Характеристики
AM Волка — бело-голубая переменная Be-звезда спектрального класса B8ea. Радиус — около 2,32 солнечных, светимость — около 2,195 солнечных. Эффективная температура — около 4610 K.